# Jemiołuszka (zwyczajna)
Jemiołuszka  (zwyczajna), jemiołucha (Bombycilla garrulus) – gatunek niewielkiego ptaka wędrownego z rodziny jemiołuszek (Bombycillidae).

## Systematyka
Międzynarodowy Komitet Ornitologiczny (IOC) wyróżnia dwa podgatunki B. garrulus:
- B. garrulus garrulus (Linnaeus, 1758) – północna Europa i północna Azja.
- B. garrulus pallidiceps Reichenow, 1908 – zachodnia Kanada i północne oraz zachodnie USA.

Autorzy Handbook of the Birds of the World z B. garrulus garrulus wydzielają trzeci podgatunek:
- B. garrulus centralasiae Poliakov, 1915 – środkowa i wschodnia Rosja na południe od granicy drzew – mniej więcej od Uralu na wschód po Morze Ochockie i Kamczatkę, na południe po Ałtaj, Bajkał i dolinę dolnego Amuru[2].

## Występowanie
To typowy północny gatunek. Zamieszkuje tajgę i lasotundrę całej Palearktyki oraz północno-zachodniej i północno-środkowej Ameryki Północnej, którą współzamieszkuje z jemiołuszką cedrową (B. cedrorum). Gnieździ się w lasach iglastych i mieszanych od Skandynawii w Europie przez północną Rosję, Syberię, Alaskę po Zatokę Hudsona w Kanadzie. Po okresie lęgowym kieruje się na południe, ale w środkowej i zachodniej Europie zimuje regularnie. W niektórych latach masowo (kilkutysięczne stada) pojawia się w Europie i Stanach Zjednoczonych w dużo większej liczbie niż normalnie. Ma to miejsce w czasie ostrych zim z niedoboru pożywienia na północy jesienią lub zimą i może też wynikać z przegęszczenia lokalnych populacji. Europejskie populacje migrują w kierunku południowo-zachodnim (do Francji i na Bałkany), ale jeśli na danym terenie jemiołuszki znajdą wystarczającą ilość pokarmu, zatrzymują się na dłużej i nie kontynuują wędrówki.
W Polsce występuje średnio licznie podczas przelotów od listopada do marca–kwietnia (najpóźniej do pierwszych dni maja), tylko nielicznie lub bardzo nielicznie zimuje, gatunek przelotny. Spotkać go można w całym kraju. Jego liczebność w poszczególnych latach może się znacznie różnić.

## Charakterystyka

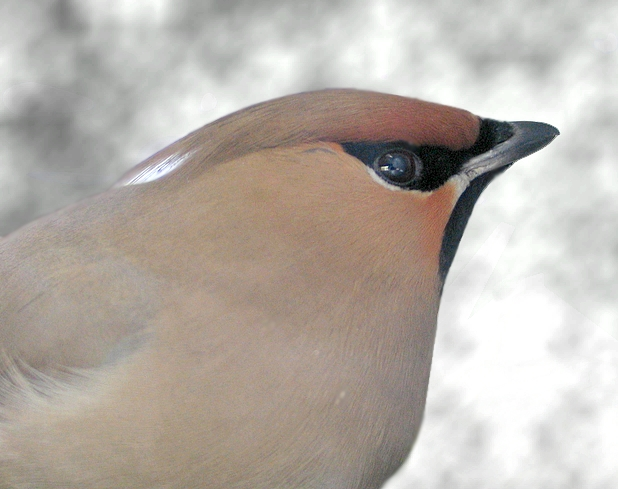
Elegancki wygląd podkreśla zaostrzony czub na głowie

### Cechy gatunku
Pod względem ubarwienia jemiołuszki wyróżniają się wśród zimowej awifauny. Ten ptak wielkości szpaka ma krępą sylwetkę, zaostrzone skrzydła, bujne gęste upierzenie i krótki ogon. Obie płci ubarwione jednakowo – płeć można rozróżnić tylko z bliska, patrząc na bardziej rozległą i intensywniej czarną plamę na podbródku samca. Na głowie wyraźny, długi, zaostrzony i powiewny czub sięgający za potylicę, który jest składany i rozkładany w razie zaniepokojenia. Upierzenie brązowoszare, miękkie i gęste. Okolice oka, podgardle i lotki pierwszego rzędu czarne, część lotek ma jasnożółte końcówki, tęczówki ciemnobrązowe. Na skrzydłach pióra mają białe paski. Intensywnie różowe zakończenie lotek drugorzędowych, ogon czarny z żółtym obramowaniem na końcu, na skrzydłach dwie duże białe pręgi. Pokrywy podogonowe są rdzawe. Dziób i nogi czarne. Młode jemiołuszki przed zmianą upierzenia na zimę są łatwe do zidentyfikowania – dominuje brąz na grzbiecie, a na spodzie biel z podłużnymi kreskami. Podbródek i podgardle są brudnobiałe, a nie czarne, jak u dorosłych osobników. Na zimowiskach mają już jednak normalną szatę zimową. Niektóre ptaki na końcach lotek drugorzędowych mają intensywnie czerwone zrogowaciałe, woskowate, płytkie i owalne płytki (podobne do kawałków plastiku), których nie ma u większości osobników w populacji. Dorosły samiec ma tych płytek więcej, są one większe i mają intensywnie czerwony kolor. U samicy są one mniejsze i jasnoczerwone, a u młodego ptaka jest ich mniej, są małe i jasnoróżowe (młoda samica może wcale nie mieć takich ozdób). To jedyny europejski ptak mający na piórach skrzydeł takie ozdoby.

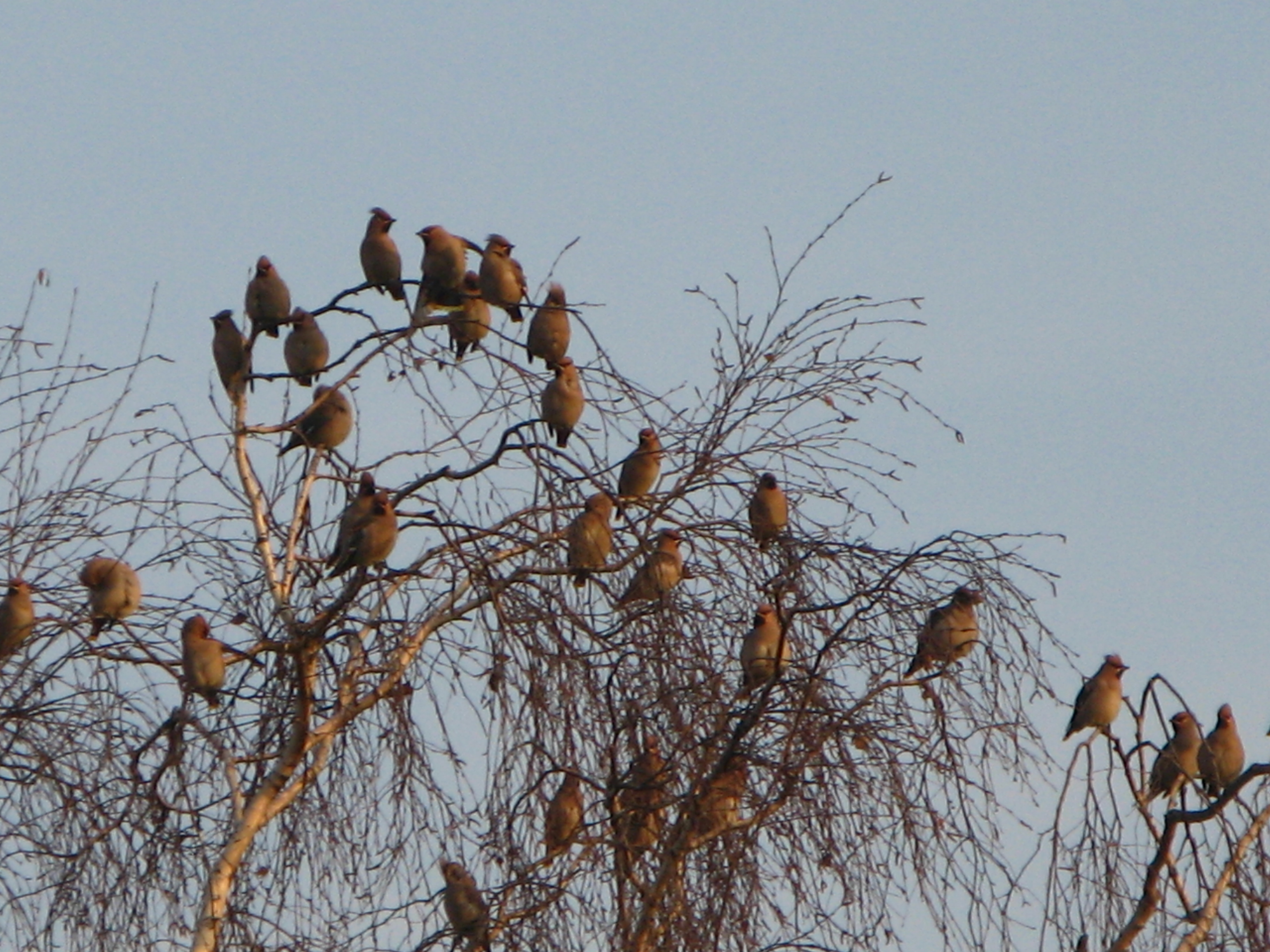
Jemiołuszka jest ptakiem stadnym, co widać zwłaszcza zimą

Jemiołuszki można często zobaczyć w mniejszych lub większych stadach (latem 20–30 osobników, wyjątkowo ok. 90 lub kilkaset) w miastach, na wsi i w lasach, tak więc rzadko spotyka się ją pojedynczo. Łatwo jemiołuszkę rozpoznać, tym bardziej, że nie jest płochliwa (w swej północnej ojczyźnie rzadko ma okazję do kontaktów z człowiekiem i dopiero po prześladowaniach z jego strony staje się nieufna), siada wysoko na drzewach i nie kryje się, choć gdy przelatuje w stadzie, myli się ją z grupą szpaków.

### Głos
Śpiew cichy słyszany zwykle w słoneczne dni, świergotliwy, wibrujący; głos wabiący: charakterystyczne „dzwonienie”. W czasie przelotów można usłyszeć delikatne i wysokie „sri cir”, które służy do nawoływania. 

### Wymiary średnie
- Długość ciała: ok. 18–21 cm
- Rozpiętość skrzydeł: 35 cm
- Masa ciała: średnio ok. 52–56 g

## Biotop
To ptak lęgowy lasów iglastych i mieszanych typu północnego tajgi oraz lasotundry. Latem tajga, zimą okolice siedzib ludzkich – preferuje parki. Poza okresem lęgowym stadne. W Polsce zimą i w czasie przelotów najczęściej widywana w lasach liściastych i mieszanych z bogatym podrostem i podszytem z owocującymi drzewami i krzewami, ogrodach, krajobrazach rolniczych, na przedmieściach oraz w różnego rodzaju zadrzewieniach, gdzie może znaleźć odpowiednio miąższyste owoce. 

## Okres lęgowy

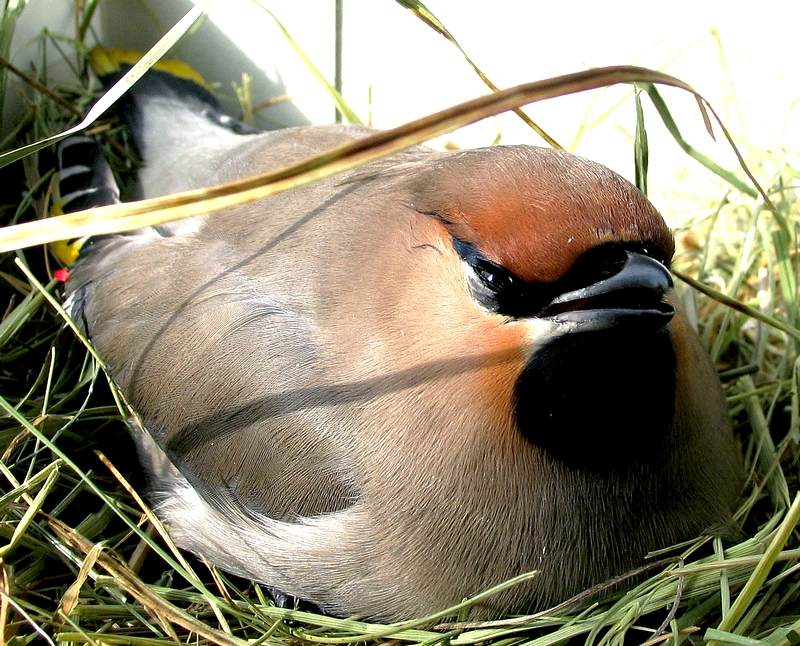
Jemiołuszka w gnieździe

### Gniazdo
W konarach drzew iglastych (ale też w lasach brzozowych) przy pniu lub bocznej gałęzi i w krzewach zbudowane z małych gałązek, źdźbeł trawy i porostów w podstawie na wysokości kilkudziesięciu metrów (zwykle jednak na 4–5 metrach). Wyścielenie stanowi trawa, puch roślinny, włosy, mech, pióra i porosty. Gniazda o kształcie czarki są tak dobrze zamaskowane, że sposób wychowywania młodych był przez długi czas słabo poznany. Gniazdowanie może mieć charakter kolonijny. Pary są monogamiczne. W Polsce jemiołuszki nie lęgną się.

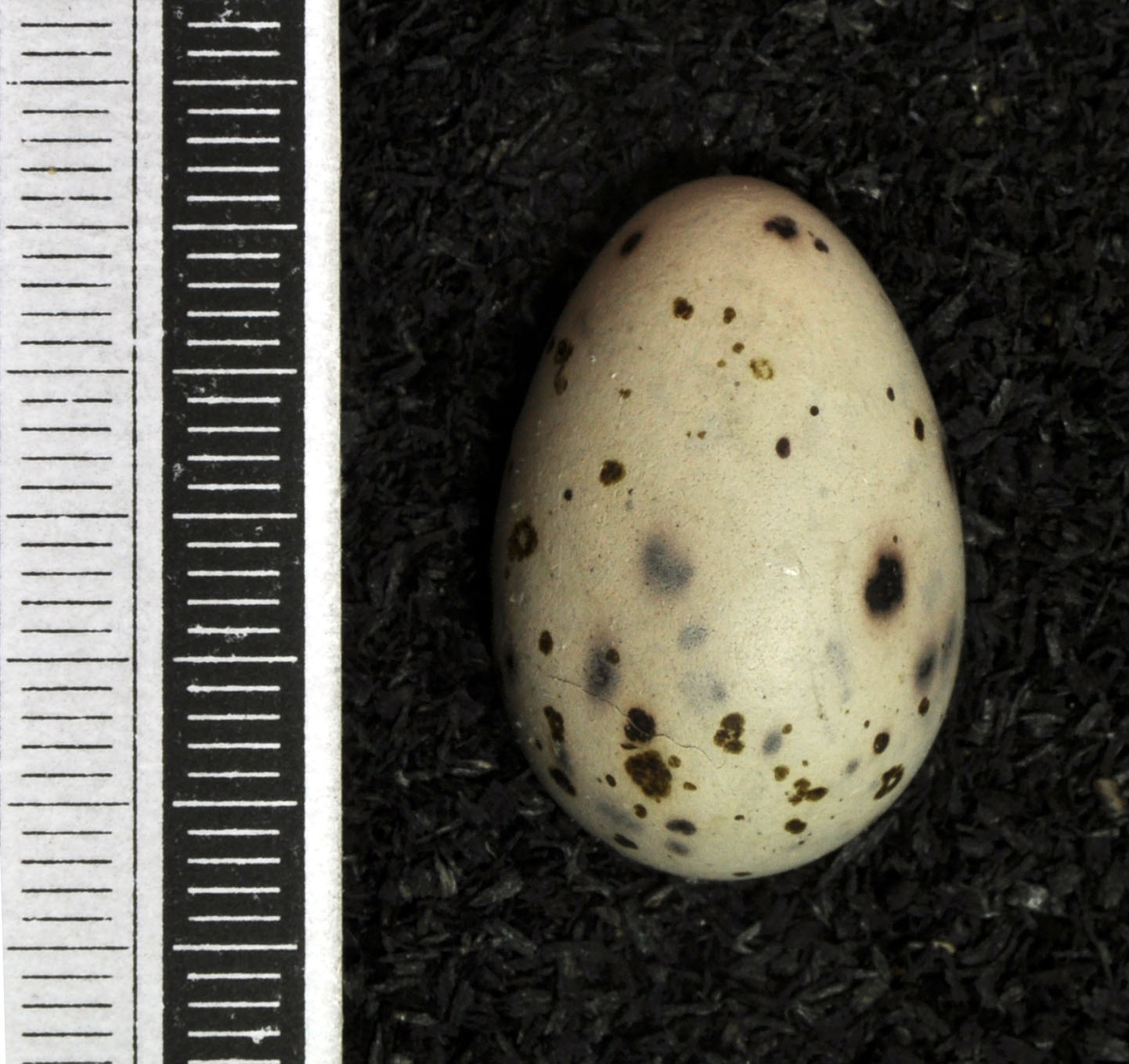
Jajo jemiołuszki z kolekcji muzealnej

### Jaja
Jeden lęg w roku (przez krótkie podbiegunowe lato), niebieskawe jaja w liczbie 4 do 5 pokryte rzadko rozsianymi, brązowymi i czarnymi plamami. Okres lęgowy przypada na maj i czerwiec.

### Wysiadywanie i pisklęta
Jaja wysiadywane są przez okres 14 dni przez samicę. Partner wtedy ją karmi. Pisklęta szybko się rozwijają i po 2 tygodniach wylatują z gniazda i są już w pełni lotne. Karmią je głównie komarami już oboje rodzice – samiec podaje matce pokarm, krążąc wokół niej, podskakując z nastroszonym czubem i zwieszonymi skrzydłami.

## Pożywienie
Latem w okresie godowym poluje na owady, głównie komary i inne spokrewnione z nimi muchówki (zwłaszcza pod koniec lata występujące licznie w tajdze i tundrze) chwytane w locie. Zimą i jesienią (w trakcie wędrówek) je w dużych ilościach jagody, głównie głogu, tarniny, jemioły, dzikiej róży, ligustru, śnieguliczki, jałowca, cisu i jarzębiny oraz inne mięsiste owoce krzewów i krzewinek. Czasem też nagryza pączki, rozwijające się liście i kwiaty, a wyjątkowo opadłe owoce. 
Jemiołuszki żerują gromadnie na drzewach i krzewach. Codziennie ptaki te pobierają dwa razy więcej pokarmu, niż same ważą (ponad 110 g). Nie dziwi więc ich żarłoczność i ociężałość po posiłku. Trawienie pokarmu u jemiołuszki trwa szybko, 7–10 minut. Niestrawione resztki po posiłku zostają wydalone zaraz potem na zewnątrz, gdyż szybko przesuwają się przez żołądek i jelita. W tak krótkim czasie soki trawienne są w stanie rozłożyć miąższ i skórkę, ale same nasiona są zwykle nienaruszone. Ptak ma zatem duże znaczenie w rozsiewaniu i rozprzestrzenianiu nasion roślin – krzewów i drzew, które znajdują się w jego diecie. Przemieszczając się, wydala je z odchodami. 

W przypadku jemioły, od której wzięła się jego nazwa, wydalone po trawieniu nasiona przyklejają się do pni i gałęzi drzew. Kiełkując, przyczepiają się ściśle do kory drzewa chwytnikami, co jest zalążkiem nowego „krzaczka” jemioły. Można więc wyznaczyć współzależność między ptakiem i rośliną, gdzie każde czerpie korzyści.

## Status i ochrona
IUCN uznaje jemiołuszkę za gatunek najmniejszej troski (LC, Least Concern). Liczebność światowej populacji, wstępnie obliczona w oparciu o szacunki organizacji BirdLife International dla Europy na rok 2015, zawiera się w przedziale 14–30 milionów dorosłych osobników. Globalny trend liczebności populacji uznawany jest za wzrostowy.
Na terenie Polski gatunek ten jest objęty ścisłą ochroną gatunkową.